# Wieteke van Zeil
Wieteke van Zeil (Den Haag, 1973) is een Nederlandse kunsthistoricus, kunstredacteur en cultuurcriticus.
Zij is sinds 2003 kunstredacteur voor de Volkskrant. Sinds 2004 schrijft zij de wekelijkse serie "Oog voor Detail" in de zaterdagbijlage, waarin zij soms details van eeuwenoude kunstwerken met het hedendaagse leven verbindt. Zij legt zichzelf hierbij de voorwaarde op dat zij zelf tegenover het kunstwerk moet hebben gestaan.

## Opleiding
In 2000 studeerde zij af in kunstgeschiedenis aan de Universiteit van Amsterdam.

## Carrière
Na korte dienstverbanden bij Museum Sittard, Stadsarchief Amsterdam, De Balie en het Rotterdamse Café De Unie, verwierf zij een vaste aanstelling bij de Volkskrant, aanvankelijk als kunstcriticus.  
In 2004 werd zij in het bijzonder belast met het vervaardigen van de foto's voor en het schrijven van de tekst van de wekelijkse kunstbijlage Oog voor detail. Een serie die zij tot in 2020 weet levend te houden.
In 2020 schreef zij het voorwoord voor de Nederlandse uitgave van Het Grote Vrouwen Kunstboek, door Rebecca Morrill e.a., uitgave WBooks.com, 2020.

## Onderscheidingen
Met de serie "Oog voor Detail" in de Volkskrant won ze in 2015 een European Newspaper Award voor Best Editorial Series.

## Bibliografie

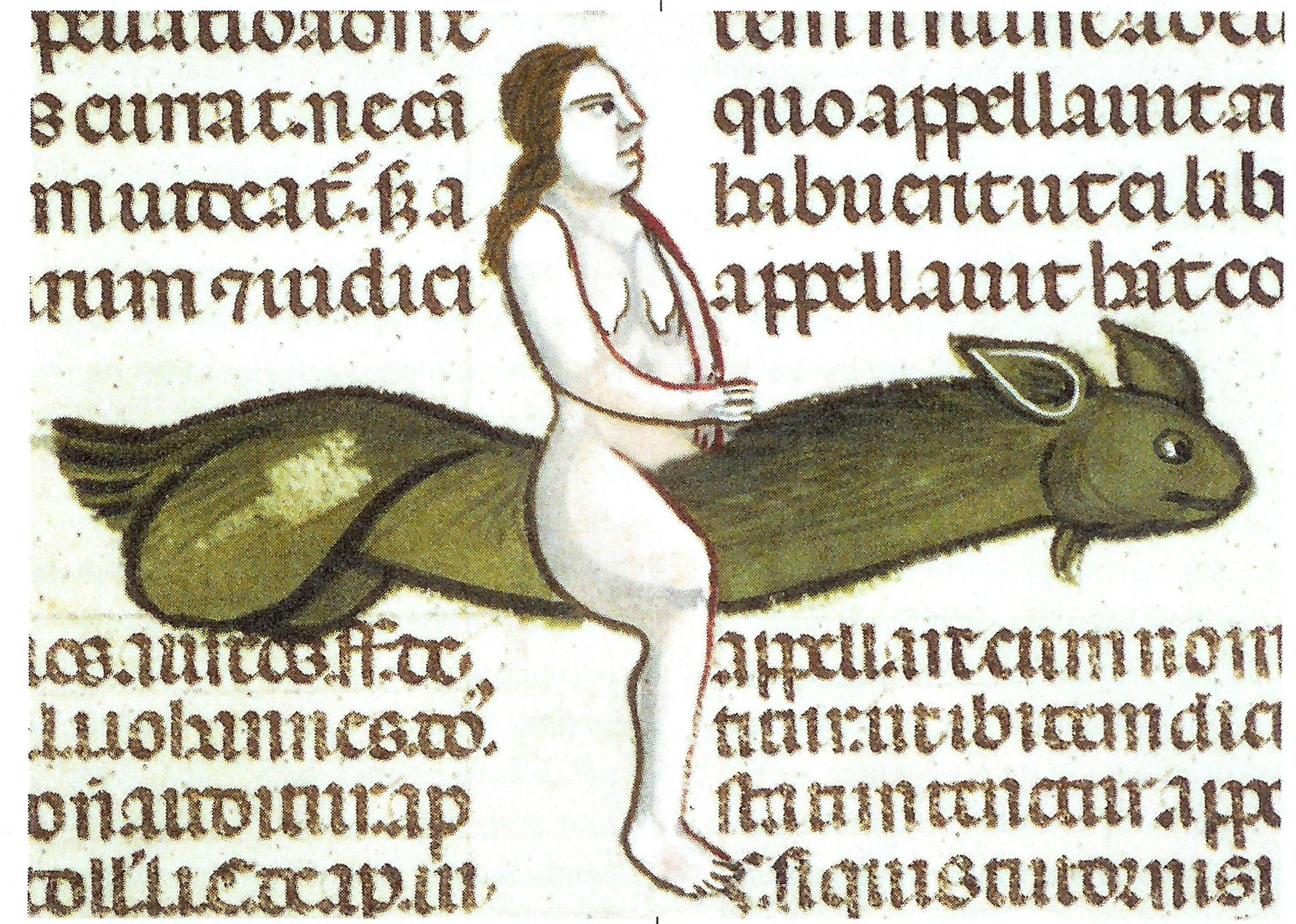
Scan uit Wieteke van Zeil: 2020 is een piemelboot

## Trivia
- Begin 2020 oogstte zij ophef door in een aflevering van "Oog voor Detail" te laten zien dat er door sommige kunstenaars in hun werk  menstruatiebloed was afgebeeld.[3]

## Eigen digitale media
- Eigen website
- Van Zeils Instagram-account "artpophistory", waar zij foto's en video's toont van details die haar in musea opvallen, voorzien van haar commentaar